# Formica dislocata
Formica dislocata är en myrart som beskrevs av Thomas Say 1836. Formica dislocata ingår i släktet Formica och familjen myror. Inga underarter finns listade i Catalogue of Life.